# 타지키스탄 국립은행
타지키스탄 국립은행(영어: National Bank of Tajikistan, 약칭 NBT)은 타지키스탄의 중앙은행이다. 타지키스탄 소모니의 가치의 유지 등 타지키스탄 경제에 중요한 역할을 맡고 있다.